# Vratislav Blažek
Vratislav Blažek (* 31. August 1925 Náchod; † 28. April 1973 München) war ein tschechischer Dramaturg und Filmszenarist, Liedtexter.

## Leben
Blažek absolvierte einige Klassen auf dem Gymnasium und studierte ab 1945 Malerei. Während des Studiums verdiente er sich ein Zubrot mit einigen Artikeln für satirische Zeitschriften. Zu diesem Zeitpunkt begann auch seine Mitarbeit am Theater für Satire Divadlo satiry. Gemeinsam mit dem Komponisten Vlastimil Hála schrieb er das Musical Scheherazade, das 1967 uraufgeführt wurde. 
Nach 1968 emigrierte Blažek nach Deutschland. Seine Werke wurden während der „Normalisierung“ in der Tschechoslowakei ignoriert und verboten.

## Werke

### In Deutschland erschienen
- Und das am Heiligabend

### Verfilmungen
Drehbuch
- 1954: Der Zirkus spielt doch (Cirkus bude!)
- 1954: Musik vom Mars (Hudba z marsu)
- 1958: Drei Wünsche (Tři přání)
- 1960: Ein Kerl wie ein Baum (Chlap jako hora)
- 1962: Zwei aus jener Welt (Dva z onoho sveta)
- 1964: Hopfenpflücker (Starci na chmelu)
- 1965: Eine schreckliche Frau (Strasna zena)
- 1966: Die Dame auf den Schienen (Dama na kolejich)
- 1969: Das zielbewußte Fräulein (Odvazna slecna)
- 1971: Der scharfe Heinrich – Die bumsfidelen Abenteuer einer jungen Ehe
- 1971: Rosy und der Herr aus Bonn

Literarische Vorlage
- 1962: Ach, du fröhliche … – nach der Novelle Und das am Heiligabend